# Macronemus
Macronemus is een kevergeslacht uit de familie van de boktorren (Cerambycidae). De wetenschappelijke naam van het geslacht werd voor het eerst geldig gepubliceerd in 1835 door Dejean.

## Soorten
Macronemus omvat de volgende soorten:
- Macronemus analis (Pascoe, 1866)
- Macronemus antennator (Fabricius, 1801)
- Macronemus asperulus White, 1855
- Macronemus filicornis (Thomson, 1861)
- Macronemus giuglarisi Machado & M. L. Monné, 2013
- Macronemus mimus Machado & M. L. Monné, 2013
- Macronemus rufescens (Bates, 1862)